# Cañada del Herrero
Cañada del Herrero är en ort i Mexiko.   Den ligger i kommunen Tarímbaro och delstaten Michoacán de Ocampo, i den södra delen av landet, 220 km väster om huvudstaden Mexico City. Cañada del Herrero ligger 1 969 meter över havet och antalet invånare är 686.
Terrängen runt Cañada del Herrero är kuperad åt nordväst, men åt sydost är den platt. Terrängen runt Cañada del Herrero sluttar österut. Runt Cañada del Herrero är det tätbefolkat, med 411 invånare per kvadratkilometer. Närmaste större samhälle är Morelia, 13,1 km söder om Cañada del Herrero. I omgivningarna runt Cañada del Herrero växer huvudsakligen savannskog.